# Concili de Tarragona
El Concili de Tarragona va ser un concili celebrat a Tarragona (Regne Visigot de Toledo) al novembre de 516. És la primera notícia documentada d'un bisbe de Cartagena, Héctor, qui assistí al concili. També hi va participar Nebridi d'Ègara que en les actes va signar "Nibridius minimus sacerdotum, Sanct Ecclesia Egarensis minister" en últim lloc per ordre d'antiguitat, la qual cosa indica que feia poc que havia estat consagrat bisbe.